# Mimi Saxe Falch
Wilhelmine Louise "Mimi" Saxe Falch (Hamar, 19 de noviembre de 1880-Lier, 22 de abril de 1962) fue una maestra noruega, activista por los derechos de las mujeres, política y miembro de la asociación de mujeres y autores.

## Biografía
Falch era la hija del director de seminarios en Hamar, Oluf Andreas Laurentius Saxe (1838-1889) y su segunda esposa, Ingeborg Wilhelmine Birgitte Mohr (1843-1913). 
Terminó la escuela secundaria en su ciudad natal Hamar, antes de tomar el puesto de institutriz. Entonces era estudiante en Henriette Schønberg Erkens, una escuela familiar para profesores. En 1901 fue contratada como profesora en Drammen women's prosecution household school. Más tarde se sometió al curso estatal para la educación de maestros de cocina escolar. Durante un período fue suplente en Skolekkkene en la Escuela de Møllergaten.
En 1906 se quedó en Tharandt en Dresde, donde la madre y dos de sus hermanos ya se habían establecido aunque tuvo estancias en Copenhague, Berlín y Róterdam.
Comprometida con la religión contribuyó a la fundación de la Asociación de Protección Moral en Drammen y organizó varios equipos religiosos. Fue diputada del período en el ayuntamiento de Drammens, y fue, además, la primera mujer de la Comisión de Salud de la ciudad. Durante la Primera Guerra Mundial creó Drammen's fish food kitchen. Fue ministra en el Ministerio Noruego de Agricultura y alimentación representante en la fiscalía de mujeres Drammen husmorskole. En 1924 escribió el libro La cuenta y Drammens Kvinnesaksforenings husmorskoles 25 años de negocios primavera 1899-primavera 1924.
De 1923 viviendo en Lier fue presidenta en Marialoge no. 7a.M, y fundó Lier women's Council y Lier discussion Association, y en estas asociaciones también fue presidenta durante varios años. En Lier, también participó en una Asociación Misionera y en la Asociación Misionera Budista.
Fue una ávida escritora, ganando, entre otras cosas Morgenbladets competencia Si yo fuera un parlamentario y el diario Urs tarea nota de cena de 14 días durante la ración.